# Iwata Shota
Shota Iwata (sinh ngày 17 tháng 6 năm 1988) là một cầu thủ bóng đá người Nhật Bản.

## Sự nghiệp câu lạc bộ
Shota Iwata đã từng chơi cho Thespa Kusatsu và Ohara JaSRA.